# Adela van Hamaland
Adela van Hamaland (door sommigen ook wel Adela van Renkum genoemd) (ca. 950 - Keulen, ca. 1025?) was de oudste dochter van graaf Wichman IV van Hamaland en Liutgard van Vlaanderen. Zij verzette zich langdurig en met succes tegen de mate waarin haar vader het Stift Elten met zijn erfgoed had bedacht.
Adela en haar eerste echtgenoot Immed waren de ouders van onder anderen bisschop Meinwerk van Paderborn (1009-1016), Glismod en Emma van Lesum. In oktober 1016 had zij de hand in de geruchtmakende moord op de Saksische graaf Wichman van Vreden.

## Afkomst
Adela's moeder was Liutgard, dochter van Arnulf I, graaf van Vlaanderen (regeerde 918-964). Diens moeder Ælfthryth was een dochter van de Engelse koning Alfred de Grote van Wessex. Arnulfs grootvader Boudewijn I had in 862 Judith van West-Francië, de dochter van koning Karel de Kale geschaakt en gehuwd. Via haar moeder stamde Adela dus af van Karel de Grote én Alfred de Grote.

## Echtgenoten en kinderen
Uit het eerste huwelijk met Immed († vóór december 996) werden de volgende kinderen geboren:
- Diederik van Hamaland
- Meinwerk, bisschop van Paderborn (1009-1036), geboren vóór 979
- Azela, kanonnikes te Elten
- Glismod, echtgenote van Adalbert van Oostenrijk
- Emma, gehuwd met de Billunger graaf Liudger (†1011) en bekend als weldoenster van de kerk te Bremen.[1]

Diederik, de enige wereldlijke zoon waarvan we weten, moet haast wel gehuwd zijn geweest met een dochter van graaf Unruoch van Teisterbant en zo dat graafschap hebben verworven. Diederik is overleden op 7 april van 1017 of 1018. Hij liet enkel dochters na. Eén daarvan, Bava, huwde met Gerard Flamens en werd zo een voormoeder van het Gelderse gravenhuis. Dit wordt echter weersproken, het zou een nog naamloos jonger zusje van Bava zijn die met Gerard Flamens trouwde. Haar vermoedelijk oudere zuster Addela of Addila, vernoemd naar Adela 'van Hamaland', huwde met Godfried II hertog van Nederlotharingen (1012-1023). Dat huwelijk bleef kinderloos.
Adela bracht munten in omloop met 'Adela Comitissa' ('Gravin Adela') erop. Denkbaar is dat zij het grafelijk gezag heeft uitgeoefend tijdens de minderjarigheid van Diederik.
Haar tweede echtgenoot was Balderik van Duffelgouw. Balderiks oudste gedateerde vermelding als echtgenoot (maritus) van Adela dateert van 18 december 996.
Volgens Alpertus en de levensbeschrijving van Meinwerk was Balderik niet van dezelfde stand als Adela. Volgens Alpertus had Adela's zuster Liutgard zich heftig verzet tegen het huwelijk, dat pas doorgezet werd na haar overlijden. Balderik was Liutgards vazal geweest en had samen met Godizo van Aspel en Heimbach Adela's burcht platgebrand. Balderik overleed op 5 juni 1021. In een oorkonde van 1025 wordt hij postuum nog als graaf aangeduid. Bij zijn eerste gedateerde optreden, in december 996, was hij dat nog niet, kort daarna, in 1003, al wel. Een oorkonde van 1006 laat hem zien als graaf in Drenthe.

## StiftElten
Adela's vader Wichman beschikte over de omstreeks 900 aangelegde ringwalburcht op de Eltenberg. De vroegtijdige dood van zijn zoontje, eveneens Wichman geheten, op 1 augustus 965 of 966 leidde tot de ombouw van de burcht Elten tot het latere stift. Hij volgde daarbij het voorbeeld van onder anderen de Saksische markgraaf Gero, die in 959 zijn burcht in Gernrode in de Harz tot klooster liet verbouwen.
Keizer Otto I bezegelde op 29 juni 968 in Pistoia een oorkonde waarbij hij goederen, die Wichman tevoren van hem in leen hield, in eigendom overdroeg aan het stift Elten. Het ging daarbij om Urk, goed in Salland, bij Naarden en in Hamaland. Op 3 augustus 970 bevestigde Otto I te Bovino de schenking van zeventien hoven in Elten, Varnem, Voorthuizen, Emmerik, Kleverhamm, De Liemers, Rijnharen, Renkum, Bingerden, Groessen, Hoest, Duiven, Lienden, Leyla, Doornspijk, Thuli en Nestnachelt. Bovendien schonk hij de belastingopbrengst die Wichman tevoren in Noord-Groningen had geïnd. Hiervoor was Wichman IV persoonlijk naar Italië gereisd. Van de gelegenheid maakte hij gebruik om Elten ook onder pauselijke bescherming te stellen. Daarvoor moest het stift jaarlijks een pond zilver aan Rome afdragen.
Op 14 december 973 ondertekende keizer Otto II in Nijmegen een document, waarin hij het Stift Elten dezelfde rechten als de rijksstichten Quedlinburg, Essen en Gandersheim gaf, te weten vrije keuze van abdis en voogd. Elten kwam zo buiten het gezag van de gouwgraaf en onder de bescherming van de keizers te staan. Bij dezelfde gelegenheid schonk Otto II de Katentol aan de Stift Elten. Het stift verpachtte die tol later aan de stad Deventer.
In 973 wordt Adela's jongere zus Liutgard als eerste abdis van het stift vermeld. Wichman IV overleed op 20 juni van een jaar ná 974 als lekenbroeder van het klooster Mönchengladbach. Hij werd in Elten begraven. Bij opgravingen op de Elterberg in 1964-1965 is zijn graf niet teruggevonden, omdat het op enige afstand ten zuidoosten van het koor van de abdijkerk moet liggen, op een plek die de archeologen toen niet hebben aangegraven.

## Erfenisstrijd
De oorkonde van Otto III van 18 december 996, die te Nijmegen is uitgevaardigd en Balderik als echtgenoot van Adela noemt, laat weten dat nog bij leven van Adela's vader Wichman ruzie is ontstaan omdat Adela zich benadeeld achtte. Otto III slaagde er pas in om die kwestie in 996 uit de wereld te helpen.
Adela had bij haar huwelijk haar erfdeel, een derde van het familievermogen, als bruidsschat meegekregen. Vader Wichman had vervolgens het stift Elten ook met een derde van zijn bezit uitgerust én bovendien van de keizer de rijkslenen voor het stift losgekregen, terwijl Immed Wichmans graafschappen kon overnemen. Het laatste derde part had Wichman zelf behouden. Adela heeft zich waarschijnlijk benadeeld gevoeld doordat haar vader álle rijkslenen aan Elten had toegespeeld, waarvan de waarde hoger uitkwam dan de opbrengsten van Wichmans graafschappen die bij Immed belandden. Zij verlangde compensatie. Wichman wilde daar niks van weten. Toen de ruzie goed en wel aan de gang was, gooide Wichman nog eens olie op het vuur door het laatste derde part van zijn vermogen aan zijn dochter Liutgard over te doen, die het prompt aan het stift Elten doorgaf. Zo streek het stift ten slotte twee derde van het familievermogen op tegenover Adela één derde - nog daargelaten de bevoordeling met de rijkslenen. Adela slaagde erin om nog bij leven van Otto II die vermogensverdeling gecorrigeerd te krijgen, van twee derde om één derde naar half-om-half.
Maar Adela volhardde ook in haar eis om voor Eltens overbedeling met rijkslenen gecompenseerd te worden. Hiervoor legde ze beslag op goederen die door Otto II aan het stift Elten waren toegewezen. Of dat gebeurd is bij leven van haar zus Liutgard of pas na haar overlijden is niet vaststelbaar. Feit is dat Adela in 996 haar zin kreeg: zij kreeg de compensatie volgens een berekening van een speciale taxatiecommissie. Die compensatie bestond uit de hoven Rijnharen, Helikanbeli, Luithuizen en Reclo. Hierna moest ze wel de in beslag genomen goederen aan het stift teruggeven, volgens de al oudere herverdeling van Otto II: Elten, Arnhem en Voorthuizen bleven helemaal van het stift terwijl Emmerik, Renkum, Lienden, Rode, Olbergen, Aarlehoeven, Appelrebroec, Ter Honnepe, Eltingen, Delden, Velp, Drie, Arnhem, Putten, Herfeld, Malsme en Brummen half-om werden gedeeld.

## Strijd aan de Nederrijn
In het Nederrijnse gebied fungeerde een rijksambtenaar met de titel prefect, die belast was met de grensverdediging van het rijk in zijn gebied. Dat gold met name de kustverdediging tegen de Noormannen. Die prefect had ook gezag over de graven in zijn ambtsgebied en stond dus net een stukje hoger in rang dan die graven. Toen de prefect Godfried medio juli 1012 stierf, volgde zijn gelijknamige zoon hem op, hoewel hij volgens Alpertus voor het ambt niet geschikt was en volledig afhankelijk was van zijn zwager Wichman van Vreden, gehuwd met de dochter van de oude Godfried.
Adela had in stilte de prefectuur toegedacht aan haar tweede echtgenoot Balderik, oomzegger van Godfried en volle neef van diens zoon. Waarschijnlijk was dat het 'plan' dat volgens Alpertus van Metz ten grondslag lag aan haar huwelijk met Balderik. Die had in 1006 (of 1009?) zijn oom Godfried al eens vervangen als bevelhebber tegen een invallend Noormannenleger dat Tiel in brand had gestoken. Toen Wichman de opvolging van de oude Godfried door diens zoon in goede banen had geleid, vertrok hij naar Rome op pelgrimstocht. Dat had hij beter niet kunnen doen: Balderik toog op sterke aandrang van Adela naar koning Hendrik II en haalde die over om hem, Balderik, als prefect aan te stellen.
In 1015 nam Gerhard, een vazal van Balderik die naar Wichman was overgelopen, Balderik gevangen en vroeg een losgeld. Wichman en bisschop Ansfried van Utrecht bemiddelden. De laatste kreeg daarop van Adela goederen in Lienden, Oosterbeek, Hemert en Brummen. Balderik kwam vrij en stichtte uit vreugde daarover in Zyfflich een klooster.
In oktober 1016 werd Wichman van Vreden vermoord. Hij en Balderik hadden zich eind 1015 verzoend. Toen Balderik een keer bij Wichman had gedineerd, deed Wichman zijn gast uitgeleide tot aan Balderiks burcht Upladen. Balderik noodde hem toen voor een tegenbezoek uit en Wichman stemde toe. Toen hij weer van Upladen vertrok, werd hij overvallen en gedood door een ridder en een vrije boer. Volgens Alpertus en Thietmar van Merseburg zouden deze twee in opdracht van Adela gehandeld hebben.
Dit was aanleiding voor bisschop Adelbold II van Utrecht, hertog Bernhard II van Saksen en andere magnaten om het beleg voor Upladen te slaan. Balderik was op tijd daaruit weggekomen naar Keulen en Adela verdedigde met haar vrouwen de burcht. Toen ook de keizer zelf arriveerde, wist zij een vrije aftocht te bedingen. De burcht werd daarop met de grond gelijk gemaakt.
Balderik moest zich in maart/april 1018 op de Rijksdag in Nijmegen verantwoorden en werd daar door de keizer verstoten. Een paar maanden later, in juni 1018, werd hij volgens Thietmar van Merseburg weer met de keizer verzoend. Het kan dan niet anders of hij heeft de keizer weten te overtuigen van zijn onschuld aan de moord, waarvoor hij dan wel de schuld aan Adela heeft moeten toeschuiven. Thietmars aansluitende woorden dat 'de heilige belofte werd vergeten', duidt erop dat Balderik Adela heeft verstoten of misschien wel finaal van haar gescheiden is. Adela's vermogen is geheel of gedeeltelijk geconfisqueerd. Een deel ervan zien we vermoedelijk terug in de schenking die in 1025 door koning Koenraad II aan een zekere Werner werd gedaan. Mogelijk hebben ook de bisschop van Utrecht en de abdij Abdinghof geprofiteerd.
Volgens de levensbeschrijving van haar zoon Meinwerk zou Adela in Keulen in armoede gestorven zijn. Diezelfde bron beweert dat de Keulenaren bij een geweldig noodweer Adela's gebeente hadden opgegraven en in de Rijn gegooid. Daarop was de rivier uit protest hevig gaan kolken, alsof hij een dergelijke vracht niet wilde dragen.
Vast staat dat Balderik en Adela al eerder aartsbisschop Heribert van Keulen aanmerkelijke schenkingen gedaan hadden voor zijn nieuwe klooster in Deutz: hoeven bij Euskirchen, Düren, Rijnwijk (bij Wageningen), Rhenen, Velp en Zetten. Het was ook die aartsbisschop die Balderiks kerk in Zyfflich had gewijd. Heribert was onder keizer Otto III tot grote hoogte gestegen maar zette na diens vroegtijdige dood zijn kaarten op hertog Herman II van Zwaben. Die moest echter de eer aan Hendrik II laten. Dat kostte Heribert zijn invloedrijke positie. Of Balderik en Adela daarvan ook nadelige gevolgen hebben ondervonden, is niet vaststelbaar. Adela's zoon Meinwerk was een persoonlijke vriend van Hendrik, wat de balans misschien weer wat in evenwicht heeft gebracht.

## Walburchten
De walburcht op de Duno moet evenals de Heimenberg bij de Grebbeberg uit de periode van Adela stammen. Een dergelijke burcht bij het Uddelermeer op de Veluwe, de zogenaamde hunenschans, was wellicht van belang voor de toen belangrijke ijzerwinning op de Veluwe. Op de Montferland vindt men nog een walburcht, die de door Balderik en Godizo veroverde burcht Upladen zou kunnen zijn.

## Kronieken
Het doen en laten van Adela werd beschreven in de kroniek van Thietmar van Merseburg (bisschop 1008-1018), de levensbeschrijving van Adela's zoon bisschop Meinwerk van Paderborn en het werkje 'Gebeurtenissen van deze tijd' (De diversitate temporum) van Alpertus. Thietmar overleed op 1 december 1018 en was dus een tijdgenoot van Adela. Alpertus schreef zijn werkje hoogstwaarschijnlijk tussen 1021 en 1024 en stond dus nog dicht bij de gebeurtenissen. De levensbeschrijving van Meinwerk is veel later, omstreeks 1160, geschreven door abt Koenraad van het klooster Abdinghof (Paderborn), dat Meinwerk in zijn tijd had gesticht. Die bron staat heel veel verder van de tijd van Adela en Meinwerk af en is niet overal betrouwbaar. Zo heeft die levensbeschrijving van Meinwerk de moord op Wichman van Vreden verhaspeld tot de moord op Adela's zoon Diederik, gepleegd in opdracht van Adela op aanstichten van Balderik. Maar van de moord op Wichman weet de levensbeschrijving niets terwijl die door andere, onderling onafhankelijke bronnen buiten kijf staat.
Geen van de drie is erg lovend over Adela. Met de moord op Wichman van Vreden riep Adela het cliché van 'de slechte vrouw' over zich af. Het beeld van de vrouw in de kerkelijke visie kende twee kleuren, zwart en wit, Eva en Maria, zondares en heilige maagd. Adela kreeg dan ook Bijbelse stereotypen zoals Izebel en Herodias of Medea uit de Griekse mythologie aangesmeerd.
Thietmar horen we eigenlijk alleen over de moord op Wichman van Vreden. Alpertus vertelt daarentegen ook over Adela's optreden in de Eltense boedelkwestie. Hij doet er van alles aan om haar zo zwart en inhalig mogelijk af te schilderen: ze praatte luid, sloeg wulpse taal uit, was slecht gekleed en had als wellustige weduwe een losbandig leven geleid. Alpertus heeft de oorkonde van 996 in Elten hoogstwaarschijnlijk onder ogen gehad en had dus ook kunnen zien dat Adela haar gelijk toen voluit kreeg. Maar hij laat het liever voorkomen alsof zij en haar tweede echtgenoot Balderik toen bakzeil moesten halen en het stift Elten winnend uit de kwestie is gekomen. Alleen Alpertus maakt melding van geruchten als zou Adela haar zuster hebben vergiftigd. Geen enkele bron, ook niet het Eltense dodenregister, geeft echter bevestiging van Alpertus' gerucht.

## Roman
Adela van Hamaland speelt een belangrijke rol in de roman De valse dageraad (2001, ISBN 9789035122895) van Jan van Aken

## Voorouders
| Voorouders van Adela van Hamaland | Voorouders van Adela van Hamaland                                     | Voorouders van Adela van Hamaland                                     | Voorouders van Adela van Hamaland                                     | Voorouders van Adela van Hamaland                                     | Voorouders van Adela van Hamaland                                          | Voorouders van Adela van Hamaland                                          | Voorouders van Adela van Hamaland                                     | Voorouders van Adela van Hamaland                                     |
| --------------------------------- | --------------------------------------------------------------------- | --------------------------------------------------------------------- | --------------------------------------------------------------------- | --------------------------------------------------------------------- | -------------------------------------------------------------------------- | -------------------------------------------------------------------------- | --------------------------------------------------------------------- | --------------------------------------------------------------------- |
| Overgrootouders                   | Everhard Saxo (830-898) ∞ Amalrade (–)                                | Everhard Saxo (830-898) ∞ Amalrade (–)                                | ? (?-?) ∞ ? (?-?)                                                     | ? (?-?) ∞ ? (?-?)                                                     | Boudewijn II van Vlaanderen (865-918) ∞ 884 Ælfthryth van Wessex (868-929) | Boudewijn II van Vlaanderen (865-918) ∞ 884 Ælfthryth van Wessex (868-929) | Herbert II van Vermandois (884-943) ∞ Adelheid van Frankrijk          | Herbert II van Vermandois (884-943) ∞ Adelheid van Frankrijk          |
| Grootouders                       | Meginhard IV van Hamaland (898-952) ∞ Cunegonde (-)                   | Meginhard IV van Hamaland (898-952) ∞ Cunegonde (-)                   | Meginhard IV van Hamaland (898-952) ∞ Cunegonde (-)                   | Meginhard IV van Hamaland (898-952) ∞ Cunegonde (-)                   | Arnulf I van Vlaanderen (889-965) ∞ Aleidis van Vermandois (916-960)       | Arnulf I van Vlaanderen (889-965) ∞ Aleidis van Vermandois (916-960)       | Arnulf I van Vlaanderen (889-965) ∞ Aleidis van Vermandois (916-960)  | Arnulf I van Vlaanderen (889-965) ∞ Aleidis van Vermandois (916-960)  |
| Ouders                            | Wichman IV van Hamaland (920-974) ∞ Liutgard van Vlaanderen (935-964) | Wichman IV van Hamaland (920-974) ∞ Liutgard van Vlaanderen (935-964) | Wichman IV van Hamaland (920-974) ∞ Liutgard van Vlaanderen (935-964) | Wichman IV van Hamaland (920-974) ∞ Liutgard van Vlaanderen (935-964) | Wichman IV van Hamaland (920-974) ∞ Liutgard van Vlaanderen (935-964)      | Wichman IV van Hamaland (920-974) ∞ Liutgard van Vlaanderen (935-964)      | Wichman IV van Hamaland (920-974) ∞ Liutgard van Vlaanderen (935-964) | Wichman IV van Hamaland (920-974) ∞ Liutgard van Vlaanderen (935-964) |
| Adela van Hamaland (950-1025)     |                                                                       |                                                                       |                                                                       |                                                                       |                                                                            |                                                                            |                                                                       |                                                                       |